# Суперництво (економіка)

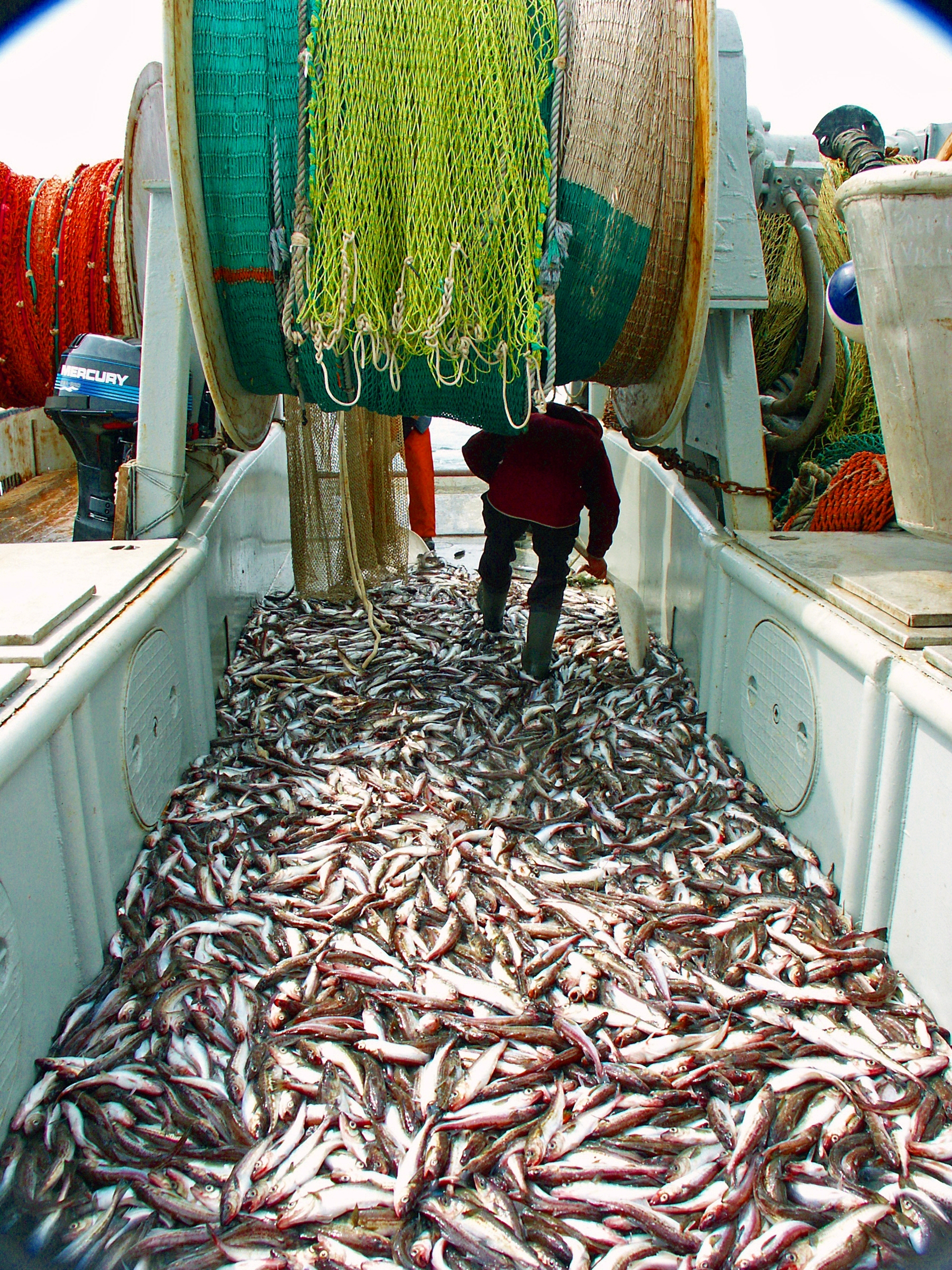
Дика риба це суперницький товар, бо кількість риби спіймана одним човном зменшує кількість риби доступної для інших.

В економці, кажуть, що товар суперницький якщо його споживання одним споживачем запобігає одночасному споживанню іншими споживачами або якщо споживання однією групою зменшую можливість його споживання іншою групою. Товар вважається несуперницьким якщо, для будь-якого рівня виробництва, вартість надання його додатковій особі нульова. Товар вважається «протисуперницьким» і «включним» якщо кожна особа отримує більше вигод від того, що інші люди споживають його.